# レン・ドゥケミン
レオナルド・スタンリー・"レン"・ドゥケミン（Leonard Stanley "Len" Duquemin, 1924年7月17日 - 2003年4月20日）は、イギリス・チャンネル諸島・ガーンジー島出身のサッカー選手。ポジションはFW。
チャンネル諸島出身者として初めてイングリッシュ・フットボールリーグで成功を収めた選手である。
現役時代の大半をトッテナム・ホットスパーFCで過ごし、1950-51シーズンにはクラブ史上初のリーグ優勝に貢献。トッテナムでは公式戦通算307試合に出場し、134ゴールを記録した。